# Рочестер (Охајо)
Рочестер (енгл. Rochester) град је у америчкој савезној држави Охајо.

## Демографија
По попису из 2010. године број становника је 182, што је 8 (-4,2%) становника мање него 2000. године.
| Група             | 2000.        | 2010.       |
| Белци             | 190 (100,0%) | 175 (96,2%) |
| Афроамериканци    | 0 (0,0%)     | 0 (0,0%)    |
| Азијати           | 0 (0,0%)     | 0 (0,0%)    |
| Хиспаноамериканци | 0 (0,0%)     | 4 (2,2%)    |
| Укупно            | 190          | 182         |